# Reginald Dyer
O Coronel Reginald Edward Harry Dyer, (9 de outubro de 1864 – 23 de julho de 1927), foi um oficial militar britânico no Exército de Bengala e, posteriormente, no recém-constituído Exército Indiano Britânico. Sua carreira começou no Exército regular britânico, mas logo foi transferido para os exércitos presidenciais da Índia.
Como brigadeiro-general temporário, foi responsável pelo Massacre de Jallianwala Bagh, ocorrido em 13 de abril de 1919 em Amritsar, na província de Punjab. Foi apelidado de "o Carniceiro de Amritsar", por ter ordenado o fogo contra uma multidão reunida. O relatório oficial apontou ao menos 379 mortos e mais de mil feridos. Relatos à comissão oficial sugerem que o número de mortos foi ainda maior.
Após o massacre, Dyer participou da Terceira Guerra Anglo-Afegã, onde quebrou o cerco a Thal e causou grandes baixas aos afegãos.
Mais tarde, Dyer renunciou. Foi amplamente condenado pelo massacre de Jallianwala Bagh tanto no Reino Unido quanto na Índia, mas tornou-se herói entre alguns setores ligados ao Raj Britânico.

## Vida e carreira
Dyer nasceu em 9 de outubro de 1864 em Murree, na província do Punjab, Raj Britânico, atual Paquistão. Era filho de Edward Dyer, cervejeiro de origem inglesa que dirigia a Cervejaria de Murree, e de Mary Passmore.

## Massacre de Amritsar

### Contexto
Em 1919, a população europeia no Punjab temia que os locais derrubassem o domínio britânico. Um hartal (greve geral) nacional convocado por Mahatma Gandhi para 30 de março (posteriormente remarcado para 6 de abril) havia se tornado violento em algumas áreas. As autoridades estavam também preocupadas com as demonstrações de unidade hindu-muçulmana.Chadha, Yogesh (1997). O tenente-governador do Punjab, Michael O'Dwyer, decidiu deportar os principais agitadores políticos da província. Um dos alvos foi o Dr. Satyapal, um hindu que havia servido no Royal Army Medical Corps durante a Primeira Guerra Mundial. Outro foi o Dr. Saifuddin Kitchlew, um advogado muçulmano que pregava a desobediência civil não violenta. O magistrado distrital, sob ordens do governo do Punjab, prendeu ambos os líderes.
Como protesto, manifestantes dirigiram-se à residência de Miles Irving, vice-comissário de Amritsar. Irving havia proibido a passagem para as linhas civis (área administrativa britânica da cidade). Piquetes do exército abriram fogo contra a multidão, matando pelo menos oito pessoas e ferindo outras. Revoltadas, multidões voltaram ao centro de Amritsar, incendiaram prédios do governo e atacaram europeus. Três funcionários de banco britânicos foram mortos, e a Srta. Marcella Sherwood, que supervisionava escolas missionárias, foi agredida em uma rua estreita chamada Kucha Kurrichhan. Sherwood foi socorrida por moradores locais indianos. Dyer, então comandante da brigada de infantaria em Jalandhar, indignado com o ataque a uma mulher europeia, assumiu o comando em 11 de abril.

### Evento de 13 de abril
A chacina historicamente conhecida como Massacre de Amritsar ocorreu em 13 de abril de 1919. A data coincidia com as festividades anuais do Baisakhi, celebração religiosa e cultural dos povos do Punjab, atraindo visitantes de fora da cidade. Na manhã daquele dia, Dyer emitiu proclamações em inglês, urdu e panjabi proibindo aglomerações. Por volta de 12h30, foi informado de que uma reunião ocorreria no Jallianwala Bagh, contrariando a ordem.
O local era um terreno murado de cerca de 2,8 hectares com cinco entradas, quatro delas estreitas. Dyer levou cerca de 50 soldados (incluindo gurkhas, patanes e balúchis) armados com fuzis Lee–Enfield, além de dois carros blindados que não puderam entrar. Sem aviso, ordenou que atirassem diretamente na multidão. O fogo durou cerca de 10 minutos,
Dyer declarou que queria dar uma "lição" para impedir futuras reuniões. Relatos apontam que ele direcionava o fogo para onde a multidão era mais densa e ordenou "Atirem baixo!" quando soldados dispararam para o alto. Nenhum aviso foi dado, e mesmo os que se deitaram no chão foram atingidos.
A Comissão Hunter, designada para investigar o ocorrido, criticou Dyer e o governo do Punjab por não contarem os mortos. A Sewa Samati, uma sociedade de serviços sociais, listou 379 mortos identificados, incluindo 337 homens, 41 meninos e um bebê de seis semanas. Estimativas extraoficiais indicam mais de mil mortes e cerca de 1 200 feridos.

### Consequências
No dia seguinte, Dyer manteve a postura autoritária e ordenou que qualquer um que entrasse na rua Kucha Kurrichhan entre 6h e 20h deveria rastejar por 180 metros. Um toque de recolher às 20h impedia que moradores saíssem. A ordem vigorou entre 19 e 25 (ou 26) de abril de 1919. Jovens suspeitos de agredir Sherwood foram publicamente açoitados.
Dyer foi criticado na Índia Britânica e no Reino Unido. Uma comissão liderada por Lord Hunter classificou como erro grave sua decisão de atirar por tanto tempo. A ação de Dyer foi chamada de assassinato por Winston Churchill, que discursou no Parlamento Britânico em 8 de julho de 1920.
Diversas personalidades indianas se manifestaram contra o massacre, incluindo Mahatma Gandhi, Rabindranath Tagore (que renunciou à sua cavalaria), e Motilal Nehru.

## Vida posterior
Dyer foi forçado a se aposentar e mudou-se para a Inglaterra. Foi celebrado por setores imperialistas; o jornal The Morning Post organizou uma campanha de arrecadação que resultou em £ 26 000 em doações, enquanto as famílias das vítimas receberam apenas Rs 500 por vítima.
Adquiriu uma fazenda em Wiltshire e uma casa em Long Ashton, onde passou seus últimos anos. Sofreu vários AVCs que o deixaram com paralisia e dificuldades de fala. Faleceu em 23 de julho de 1927.

## Representações culturais
Dyer foi retratado em diversos filmes e obras:
- Interpretado por Edward Fox em Gandhi (1982);
- Representado em Jallian Wala Bagh (1977), The Legend of Bhagat Singh (2002), e Sardar Udham (2021);
- Personagem em Midnight’s Children (1981), romance de Salman Rushdie;
- Interpretado por Alex Reece na série The Waking of a Nation (2025);
- Interpretado por Simon Paisley Day no filme Kesari Chapter 2 (2025).